# Hessisch Oldendorf
Hessisch Oldendorf er en by og kommune i det centrale Tyskland, beliggende under Landkreis Hameln-Pyrmont i delstaten Niedersachsen. Kommunen ligger ved floden Weser, omkring 10 km nordvest for Hameln. Adjektivet "Hessisch" har været brugt siden 1905, for at adskille den fra andre byer med navnet Oldendorf.
Hessisch Oldendorf var en del af Hessen-Kassel og senere Hessen-Nassau fra 1640 til 1932.